# 커스틴 던스트
커스틴 캐럴라인 던스트(영어: Kirsten Caroline Dunst, 영어 발음: /ˈkɪərstən/, 1982년 4월 30일 ~ )는 미국의 배우, 모델, 가수이다. 던스트는 우디 앨런 감독의 단편 영화 《뉴욕 스토리》 (1989) "오이디푸스 콤플렉스" 편으로 영화에 데뷔했다. 12세의 나이에 던스트는 《뱀파이어와의 인터뷰》에서 뱀파이어 클라우디아 역할을 연기해 골든 글로브상 여우조연상 후보에 지명되면서 연기력을 인정받았다. 다음 해 그녀는 《작은 아씨들》과 《쥬만지》에 출연했다. NBC 메디컬 드라마 《ER》 (1996)과 《왝 더 도그》(1997년), 《스몰 솔저》 (1998)와 《처녀 자살 소동》 (1999) 등에서 조연으로 출연한 후, 던스트는 로맨틱 코미디와 코미디 드라마 장르의 영화 《드롭 데드 고저스》 (1999), 《브링 잇 온》(2000), 《겟 오버 잇》, 《크레이지 뷰티풀》(모두 2001)에 주연으로 출연했다. 던스트는 샘 레이미 감독의 영화 《스파이더맨》 3부작에서 메리 제인 왓슨 역할을 연기해 세계적으로 엄청난 흥행을 거두었고 국제적인 명성을 얻었다. 그 이후로, 로맨틱 코미디 《윔블던》 (2004), SF 로맨틱 코미디 드라마 《이터널 선샤인》(2004)과 카메론 크로우 감독의 희비극 《엘리자베스 타운》(2005), 소피아 코폴라의 감독의 《마리 앙투아네트》 (2006)와 코미디 영화 《하우 투 루즈 프렌즈》(2008)에 출연했다. 던스트는 라스 폰 트리에 감독의 영화 《멜랑콜리아》(2011)에서의 연기력을 인정 받아 칸 국제 영화제에서 여우주연상을 수상했다. 제인 캠피온의 영화 《파워 오브 도그》를 통해 아카데미 여우조연상, 미국배우조합상 여우조연상, 크리틱스 초이스 영화상 여우조연상 후보에 올랐다.
2001년 던스트는 영화 《겟 오버 잇》에서 2곡의 노래를 불러 가수로 데뷔했다. 그는 또한 영화 《캣츠》의 엔딩 크레딧에서 재즈 곡의 "After You've Gone"을 불렀다.

## 젊은 시절
던스트는 미국 뉴저지주 포인트플레전트에서 아버지 클라우스 던스트와 어머니 이네즈 던스트(옛 성씨는 루프레흐트)의 딸로 태어났다. 형제로는 크리스티안 던스트의 남동생이 있다. 그의 아버지는 의료 서비스의 경영진이고, 어머니는 예술가로 이전에는 갤러리의 대표였다.
던스트의 아버지는 독일계 네덜란드인으로 암스테르담 출신이며, 던스트의 어머니는 뉴저지 출신으로 프랑스와 스위스의 후손이다.
그는 만 11세때까지 뉴저지의 브릭 타운십에서 살았고, 래니 스쿨에 다녔다. 1993년, 던스트의 부모는 갈라서게 되었고, 그는 이후 캘리포니아주 로스 앤젤레스에 그의 어머니와 남동생과 이동해, 노스할리우드에 있는 로렐 홀 학교에 다녔다. 1995년, 그의 어머니는 이혼 소송을 했다. 다음 해 던스트는 로스 앤젤레스에서 가톨릭 고등학교인 노트르담 고등학교에 다니기 시작했다.
2000년 노트르담 고등학교를 졸업 한 후, 던스트는 그의 연기 생활을 계속해 나갔다.

## 경력

### 초기 경력
던스트는 만 3세때 키즈 패션 모델과 텔레비전 광고 모델로 그의 경력을 시작했다. 그는 포드 모델과 엘리트 모델 매니지먼트와의 계약에 서명했다.
만 6세의 나이에, 그는 옴니버스 영화 《뉴욕 스토리》 (1989년)에서 우디 앨런 감독이 연출한 단편 영화 "외디푸스 콤플랙스"편에서 작은 소녀 역할로 영화에 데뷔했다. 다음 해, 그는 《허영의 불꽃》 (1990)에서 톰 행크스와 공동 주연을 맡았고, 행크스의 딸 역할을 연기했다.
1993년 던스트는 《스타트랙 넥스트 제너레이션》의 "다크 페이지"편에서 7 에피소드에서 '헤드릴' 역할로 게스트 출연하였다.

## 개인 생활

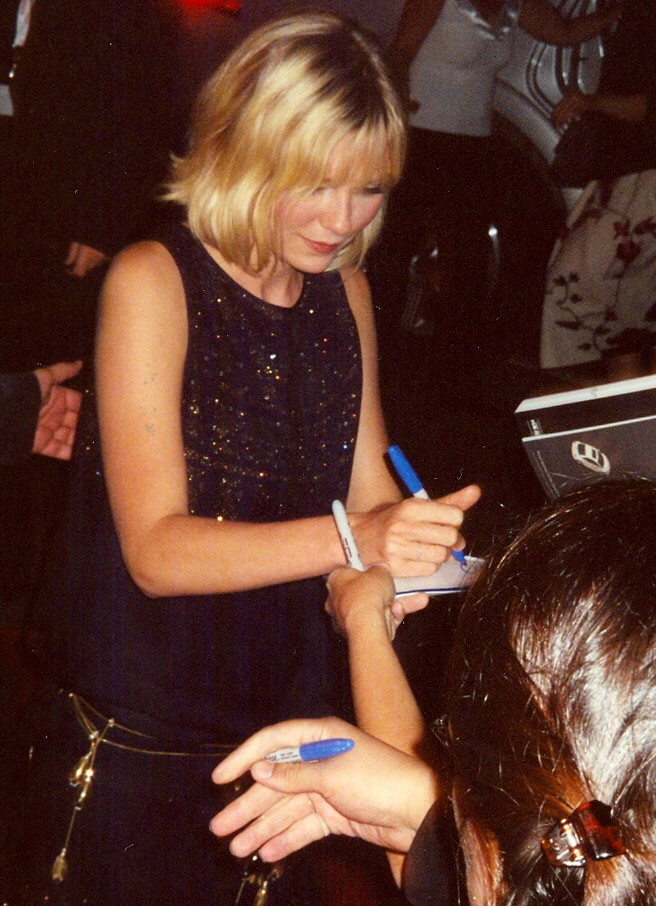
2005년 토론토 국제 영화제에서 커스틴 던스트

던스트는 유타에 위치한 서크 로지 치료 센터에서 2008년초에 우울증 치료를 받았다. 그는 치료를 받기전 6개월 동안 의기소침 상태(depression)였다고 설명했다. 3월말 그는 치료 센터에서 치료를 마치고 영화 《올 굿 에브리씽》 촬영을 시작했다. 5월, 그는 다른 많은 성공을 한 여성들이 직면하는 투쟁을 강조하고 매우 고통스러운 일을 겪었던 그의 친구와 가족에 소문을 불식하기 위해 이 정보를 공개했다. 그는 또한 대중에게 그의 "조용한 생활 스타일"로 그는 뉴욕에 침실과 싱글 아파트를 가지고 있다고 공개했다.
던스트는 2002년부터 2004년까지 배우 제이크 질렌할과 데이트 하였고, 2007년 그녀는 레이저라이트의 리더 조니 보렐과 데이트했다. 2012년부터 2016년까지 길거리 음악가 가렛 헤드룬드와 데이트했다. 2016년 던스트는 《파고》에서 공연한 배우 제시 플레먼스와 데이트하였고, 그들은 약혼하였다. 던스트는 2018년 5월 3일 그들의 아들 에니스 하워드 플레먼스를 출산했다.

## 출연 작품

### 영화
| 년도 | 제목                                                            | 역할                   | 참고                     |
| ---- | --------------------------------------------------------------- | ---------------------- | ------------------------ |
| 1989 | 뉴욕 스토리 New York Stories                                    | 리사의 어린 딸         |                          |
| 1990 | 허영의 불꽃 The Bonfire of the Vanities                         | 캠프벨 맥코시          |                          |
| 1991 | 저승 사자 High Strung                                           | 어린 소녀              |                          |
| 1994 | 상속 작전 Greedy                                                | 조엘                   |                          |
| 1994 | 뱀파이어와의 인터뷰 Interview with the Vampire                  | 클라우디아             |                          |
| 1994 | 작은 아씨들 Little Women                                        | 어린 에이미 마치       |                          |
| 1995 | 쥬만지 Jumanji                                                  | 주디 셔퍼드            |                          |
| 1996 | 마더 나이트 Mother Night                                        | 어린 레시 노스         |                          |
| 1997 | 아나스타샤 Anastasia                                            | 어린 아나스타샤 (더빙) | 애니메이션 영화          |
| 1997 | 왝 더 도그 Wag the Dog                                          | 트래시 라임            |                          |
| 1998 | 마녀 배달부 키키 Kiki's Delivery Service                        | 키키 (더빙)            | 애니메이션 영화 (영어판) |
| 1998 | 스몰 솔저 Small Soldiers                                        | 크리스티 핌플          |                          |
| 1998 | 헤어리 버드 Hairy Bird                                          | 베레나 본 스테판       |                          |
| 1998 | 톰 소여의 모험 Animated Adventures of Tom Sawyer                | 베키 대처 (더빙)       | 애니메이션 영화          |
| 1999 | 트루 하트 True Heart                                            | 보니                   | 1997년 제작              |
| 1999 | 처녀 자살 소동 The Virgin Suicides                              | 럭스 리스본            |                          |
| 1999 | 드롭 데드 고저스 Drop Dead Gorgeous                             | 엠버 앱킨스            |                          |
| 1999 | 딕 Dick                                                         | 베시 잡스              |                          |
| 2000 | 크로우 3 - 구원의 손길 Crow: Salvation                          | 에린 랜달              |                          |
| 2000 | 럭키 타운 Luckytown                                             | 리다 도일즈            |                          |
| 2000 | 브링 잇 온 Bring It On                                          | 토랜스 쉽맨            |                          |
| 2000 | 디플리 Deeply                                                   | 실리                   |                          |
| 2001 | 겟 오버 잇 Get Over It                                          | 켈리 우드/헬레나       |                          |
| 2001 | 크레이지 뷰티풀 Crazy/Beautiful                                 | 니콜 오클리            |                          |
| 2001 | 캣츠 Cat's Meow                                                 | 마리온 데이비스        |                          |
| 2001 | 올 포가튼 Lover's prayer                                        | 지나이다               |                          |
| 2002 | 스파이더맨 Spider-Man                                           | 메리 제인 왓슨         |                          |
| 2003 | 레버티 Levity                                                   | 소피아 멜링어          |                          |
| 2003 | 카에나 Kaena: The Prophecy                                      | 카에나                 | 목소리 연기              |
| 2003 | 모나리자 스마일 Mona Lisa Smile                                 | 베티 워렌              |                          |
| 2004 | 이터널 선샤인 Eternal Sunshine of the Spotless Mind]]           | 메리 스베보            |                          |
| 2004 | 스파이더 맨 2 Spider-Man 2                                      | 메리 제인 왓슨         |                          |
| 2004 | 윔블던 Wimbledon                                                | 리지 브래드버리        |                          |
| 2005 | 엘리자베스 타운 Elizabethtown                                   | 클레어 콜번            |                          |
| 2006 | 마리 앙투아네트 Marie Antoinette                                | 마리 앙투아네트        |                          |
| 2007 | 스파이더 맨 3 Spider-Man 3                                      | 메리 제인 왓슨         |                          |
| 2008 | 하우 투 루즈 프렌즈 How to Lose Friends & Alienate People       | 앨리슨 올슨            |                          |
| 2010 | 빵가게 재습격 The Second Bakery Attack                          |                        | 단편 영화                |
| 2010 | 올 굿 에브리씽 All Good Things                                  | 케이티 마크스          |                          |
| 2011 | 파이트 포 유어 라이트 리비지티드 Fight for Your Right Revisited | 메탈 칙                | 단편 영화                |
| 2011 | 멜랑콜리아 Melancholia                                          | 저스틴                 |                          |
| 2012 | 히어로스 앤 데몬스 Heroes & Demons                              |                        | 단편 영화                |
| 2012 | 배철러레트 Bachelorette                                         | 레간 크로포드          |                          |
| 2012 | 온 더 로드 On the Road                                          | 카밀 모리아티          |                          |
| 2012 | 업사이드 다운 Upside Down                                       | 에덴                   |                          |
| 2013 | 블링 링 The Bling Ring                                          | 본인                   |                          |
| 2013 | 앵커맨: 더 레전드 컨티뉴 Anchorman 2: The Legend Continues      |                        | 카메오                   |
| 2014 | 더 투페이시즈 오브 재뉴어리 The Two Faces of January            | 콜레트 맥팔랜드        |                          |
| 2016 | 미드나이트 스페셜 Midnight Special                              |                        |                          |
| 2016 | 히든 피겨스 Hidden Figures                                      | 비비언 미첼            |                          |
| 2017 | 매혹당한 사람들 The Beguiled                                    | 에드위나 다브니        |                          |
| 2017 | 우드쇼크 Woodshock                                              | 테레사                 |                          |
| 2021 | 파워 오브 도그 The Power of the Dog                             | 로즈                   |                          |
| 2024 | 시빌 워: 분열의 시대 Civil War                                  | 리                     |                          |
| 2025 | 루프맨 Roofman                                                  | 리 웨인스콧            |                          |
| 미정 | 엔터테인먼트 시스템 이즈 다운 The Entertainment System Is Down  |                        |                          |

### 텔레비전
| 년도 | 제목                                                      | 역할                            | 참고                                                            |
| ---- | --------------------------------------------------------- | ------------------------------- | --------------------------------------------------------------- |
| 1993 | Darkness Before Dawn                                      | 산드라 가드 (8세)               | 텔레비전 영화                                                   |
| 1993 | 시스터즈 Sisters                                          | 키튼 마골리스                   | 에피소드: "Dear Georgie", "The Land of the Lost Children"       |
| 1993 | 스타트랙 넥스트 제너레이션 Star Trek: The Next Generation | 헤드릴                          | 에피소드: "Dark Page"                                           |
| 1996 | The Siege at Ruby Ridge                                   | 사라 위버                       | 텔레비전 영화                                                   |
| 1996 | Touched by an Angel                                       | 에이미 앤 맥코시                | 에피소드: "Into the Light"                                      |
| 1996 | ER                                                        | 찰리 치에민고                   | 6 에피소드                                                      |
| 1997 | The Outer Limits                                          | 조이스 타일러                   | 에피소드: "Music of the Spheres"                                |
| 1997 | Gun                                                       | 산드라                          | 에피소드: "The Hole"                                            |
| 1997 | Tower of Terror                                           | 안나 패티슨                     | 텔레비전 영화                                                   |
| 1998 | Stories from My Childhood                                 | 앨리스 / 이벳                   | 에피소드: The Snow Queen", "Alice and the Mystery of the Third" |
| 1998 | Fifteen and Pregnant                                      | 티나 스팬글러                   | 텔레비전 영화                                                   |
| 1999 | 악마의 계산 The Devil's Arithmetic                        | 한나 스테른                     | 텔레비전 영화                                                   |
| 2014 | 코스모스 Cosmos: A Spacetime Odyssey                      | 세실리아 페인 가포슈킨 (목소리) | 에피소드: "Sisters of the Sun"                                  |
| 2015 | 파고 Fargo'"                                              | 페기 블럼퀴스트                 |                                                                 |
| 2017 | 블랙 미러 Black Mirror                                    | Callister Employee              | 에피소드: "USS Callister"; 크레딧에 안올라간 카메오             |
| 2018 | 드렁크 히스토리 Drunk History                             | 아가타 크리스티                 | 에피소드: "Drunk Mystery"                                       |

## 수상 및 후보
| 년도 | 상                                                         | 부문                                                  | 결과 | 출연 작품               |
| ---- | ---------------------------------------------------------- | ----------------------------------------------------- | ---- | ----------------------- |
| 1994 | 보스턴 영화 비평가 협회                                    | 최우수 여우조연상                                     | 수상 | 뱀파이어와의 인터뷰     |
| 1994 | 시카고 영화 비평가 협회                                    | 유망한 여자배우상                                     | 수상 | 뱀파이어와의 인터뷰     |
| 1994 | 시카고 영화 비평가 협회                                    | 최우수 여우조연상                                     | 후보 | 뱀파이어와의 인터뷰     |
| 1994 | MTV 무비 & TV 어워드                                       | 최우수 신인 연기상                                    | 수상 | 뱀파이어와의 인터뷰     |
| 1994 | 새턴상                                                     | 최우수 아역 여자배우상                                | 수상 | 뱀파이어와의 인터뷰     |
| 1994 | 영 아티스트 어워드(젊은 예술가상)                          | 드라마 영화 최우수 연기 부문 젊은 여자배우상          | 수상 | 뱀파이어와의 인터뷰     |
| 1994 | 골든 글로브상                                              | 영화 드라마 부문 최우수 여우조연상                    | 후보 | 뱀파이어와의 인터뷰     |
| 1994 | 보스턴 영화 비평가 협회                                    | 최우수 여우조연상                                     | 수상 | 작은 아씨들             |
| 1994 | 영 아티스트 어워드(젊은 예술가상)                          | 영화 최우수 연기 부문 젊은 여자배우상                 | 수상 | 작은 아씨들             |
| 1995 | 새턴상                                                     | 최우수 아역 여자배우상                                | 후보 | 쥬만지                  |
| 1995 | 영 아티스트 어워드(젊은 예술가상)                          | 장편 영화 부문 젊은 여자배우상                        | 후보 | 쥬만지                  |
| 1996 | 영 스타 어워드                                             | TV 영화 최우수 연기 부문 젊은 여자배우상              | 후보 | The Siege at Ruby Ridge |
| 1996 | 영 아티스트 어워드(젊은 예술가상)                          | 드라마 시리즈 최우수 연기 부문 젊은 게스트 여자배우상 | 후보 | ER                      |
| 1996 | 영 스타 어워드                                             | TV 영화 미니시리즈 최우수 연기 부문 젊은 여자배우상   | 후보 | ER                      |
| 1997 | 영 아티스트 어워드(젊은 예술가상)                          | TV 영화 미니시리즈 최우수 연기 부문 젊은 여자배우상   | 후보 | Tower of Terror         |
| 1998 | 영 아티스트 어워드(젊은 예술가상)                          | 장편 영화 부문 젊은 여자배우상                        | 후보 | 스몰 솔저               |
| 1998 | 영 스타 어워드                                             | TV 영화 미니시리즈 최우수 연기 부문 젊은 여자배우상   | 후보 | Fifteen and Pregnant    |
| 1999 | 틴 초이스 어워드                                           | 초이스 무비: 여자배우상                               | 후보 | 처녀 자살 소동          |
| 1999 | 영 아티스트 어워드(젊은 예술가상)                          | 드라마 영화 최우수 연기 부문 젊은 여자배우상          | 후보 | 처녀 자살 소동          |
| 1999 | 영 스타 어워드                                             | 영화 코미디 최우수 연기 부문 젊은 여자배우상          | 후보 | 딕                      |
| 1999 | 영 아티스트 어워드(젊은 예술가상)                          | TV 영화 최우수 연기 부문 젊은 여자배우상              | 후보 | 악마의 계산             |
| 2000 | 블랙버스터 엔터테인먼트 어워드                             | 좋아하는 코미디 여자배우상                            | 후보 | 브링 잇 온              |
| 2000 | 영 아티스트 어워드(젊은 예술가상)                          | 장편영화 최우수 연기 부문 젊은 여자배우상             | 후보 | 브링 잇 온              |
| 2000 | 틴 초이스 어워드                                           | 초이스 무비: 케미스트리상                             | 후보 | 겟 오버 잇              |
| 2001 | 마르델플라타 국제 영화제                                   | 최우수 여우주연상                                     | 수상 | 캣츠                    |
| 2001 | DVD 익스클루시브 어워드                                    | 최우수 여우주연상                                     | 수상 | 올 포가튼               |
| 2002 | 엠파이어상                                                 | 여우주연상                                            | 수상 | 스파이더맨              |
| 2002 | MTV 무비 & TV 어워드                                       | 최고의 여자연기상                                     | 수상 | 스파이더맨              |
| 2002 | MTV 무비 & TV 어워드                                       | 최고의 키스상 (토비 맥과이어와 함께)                  | 수상 | 스파이더맨              |
| 2002 | 틴 초이스 어워드                                           | 초이스 무비: 키스상 (토비 맥과이어와 함께)            | 수상 | 스파이더맨              |
| 2002 | 틴 초이스 어워드                                           | 초이스 무비: 케미스트리상                             | 후보 | 스파이더맨              |
| 2002 | 틴 초이스 어워드                                           | 초이스 무비: 드라마 액션/애드벤쳐 여자배우상          | 후보 | 스파이더맨              |
| 2002 | 새턴상                                                     | 최우수 여우주연상                                     | 후보 | 스파이더맨              |
| 2002 | 니켈로디언 키즈 초이스 어워드                              | 좋아하는 영화 여자배우상                              | 후보 | 스파이더맨              |
| 2003 | 틴 초이스 어워드                                           | 초이스 무비: 재수없는 상                              | 후보 | 모나리자 스마일         |
| 2004 | 워싱턴 D.C 아레아 영화 비평가 협회                         | 최우수 앙상블상                                       | 수상 | 이터널 선샤인           |
| 2004 | 엠파이어상                                                 | 여우주연상                                            | 후보 | 스파이더맨 2            |
| 2004 | 피플 초이스 어워드                                         | 좋아하는 영화 커플상 (토비 맥과이어와 함께)           | 후보 | 스파이더맨 2            |
| 2006 | 쇼웨스트 어워드                                            | 올해의 여자스타상                                     | 수상 | 마리 앙투아네트         |
| 2007 | 피플 초이스 어워드                                         | 좋아하는 영화 대결상                                  | 후보 | 스파이더맨 2            |
| 2007 | 니켈로디언 키즈 초이스 어워드                              | 좋아하는 영화 여자스타상                              | 후보 | 스파이더맨 2            |
| 2007 | 틴 초이스 어워드                                           | 초이스 무비: 키스상 (토비 맥과이어와 함께)            | 후보 | 스파이더맨 2            |
| 2007 | 틴 초이스 어워드                                           | 초이스 무비: 액션 애드벤처 여자배우상                 | 후보 | 스파이더맨 2            |
| 2007 | 내셔널 무비 어워드                                         | 최우수 여자연기상                                     | 후보 | 스파이더맨 2            |
| 2011 | 칸 국제 영화제                                             | 최우수 여우주연상                                     | 수상 | 멜랑콜리아              |
| 2011 | 캔자스시티 영화 비평가 협회                                | 최우수 여우주연상                                     | 수상 | 멜랑콜리아              |
| 2011 | 내셔널 소사이어티 오브 필름 크리틱스(전미 비평가 협회)     | 최우수 여우주연상                                     | 수상 | 멜랑콜리아              |
| 2011 | 로버트 어워드                                              | 최우수 여우주연상                                     | 수상 | 멜랑콜리아              |
| 2011 | 샌트 조르디 어워드                                         | 최우수 해외 여자배우상                                | 수상 | 멜랑콜리아              |
| 2011 | 새턴상                                                     | 최우수 여우주연상                                     | 수상 | 멜랑콜리아              |
| 2011 | 로스앤젤레스 영화 비평가 협회                              | 최우수 여우조연상                                     | 2위  | 멜랑콜리아              |
| 2011 | 뉴욕 영화 비평가 협회                                      | 최우수 여우조연상                                     | 3위  | 멜랑콜리아              |
| 2011 | 빌리지 보이스 필름 조사                                    | 최우수 여우주연상                                     | 3위  | 멜랑콜리아              |
| 2011 | AACTA 어워드(오스트레일리아 영화 텔레비전 예술 아카데미상) | 최우수 여우주연상                                     | 후보 | 멜랑콜리아              |
| 2011 | 얼라이언스 오브 우먼 필름 저널리스트(여성 영화기자협회)    | 최우수 여우주연상                                     | 후보 | 멜랑콜리아              |
| 2011 | 보딜 어워드                                                | 최우수 여우주연상                                     | 수상 | 멜랑콜리아              |
| 2011 | 센트럴 오하이오 영화 비평가 협회                           | 최우수 여우주연상                                     | 후보 | 멜랑콜리아              |
| 2011 | 시카고 영화 비평가 협회                                    | 최우수 여우주연상                                     | 후보 | 멜랑콜리아              |
| 2011 | 댈러스-포트워스 영화 비평가 협회                           | 최우수 여우주연상                                     | 후보 | 멜랑콜리아              |
| 2011 | 덴버 영화 비평가 협회                                      | 최우수 여우주연상                                     | 후보 | 멜랑콜리아              |
| 2011 | 유럽영화상                                                 | 최우수 여우주연상                                     | 후보 | 멜랑콜리아              |
| 2011 | 런던 영화 비평가 협회                                      | 올해의 여우주연상                                     | 후보 | 멜랑콜리아              |
| 2011 | 온라인 영화 비평가 협회                                    | 최우수 여우주연상                                     | 후보 | 멜랑콜리아              |
| 2016 | 새틀라이트상(국제비평가협회)                               | 영화 부문 최우수 캐스팅상                             | 후보 | 히든 피겨스             |
| 2016 | 미국 배우 조합상(스크린 액터 길드 어워드)                  | 영화 부문 최우수 연기 캐스팅상                        | 후보 | 히든 피겨스             |
| 2016 | 크리틱스 초이스 텔레비전상                                 | 영화/미니시리즈부문 최우수 여우주연상                 | 수상 | 파고                    |
| 2016 | 골든 글로브상                                              | 미니시리즈/텔레비전 영화부문 최우수 여우주연상        | 후보 | 파고                    |
| 2016 | 프라임타임 에미상                                          | 영화 한정 시리즈부문 최우수 여우주연상                | 후보 | 파고                    |
| 2016 | 새틀라이트상(국제비평가협회)                               | 텔레비전 드라마 시리즈부문 최우수 여우주연상          | 후보 | 파고                    |